# Беги, Мелос!
Беги, Мелос! (яп. 走れメロス Hashire Merosu) — новелла японского писателя Осаму Дадзая. Опубликованная в 1940 году, «Беги, Мелос!» получила широкое распространение в японских школах.
Новелла Беги, Мелос! — переделка баллады Фридриха Шиллера «Порука» (нем. Die Bürgschaft, 1798), которая повествует об истории Мероса, пытавшегося убить тирана Дионисия. В свою очередь, баллада Шиллера основана на древнегреческой легенде про Дамона и Пифия, записанной римским писателем Гаем Юлием Гигином.
Основной темой «Беги, Мелос!» является недрогнувшая дружба. Вопреки всем препятствиям и невзгодам, главный герой Мелос делает всё возможное, чтобы спасти жизнь друга, и в конце концов его усилия вознаграждаются.

## Сюжет
Мелос — наивный пастух с сильным чувством справедливости. Страной, где он жил, управлял Дионис — тиран, который маниакально не доверяет другим, и потому убил многих людей, даже членов своей собственной семьи. Однажды, наведавшись в Сиракузы, Мелос узнаёт про злодеяния правителя, приходит в ярость и решает убить тирана. Ему удаётся пробраться в замок Диониса с ножом, однако он пойман. Мелос умоляет отсрочить его казнь на три дня, чтобы присутствовать на свадьбе сестры. Дионис соглашается, но с одним условием: друг Мелоса Селинунт останется в качестве заложника, и если Мелос не вернётся через три дня, то его казнят вместо Мелоса.
Сразу после свадьбы Мелос спешит обратно в город. По дороге он сталкивается со множеством невзгод: мост, сломанный вышедшей из берегов рекой, нападение бандитов. Все эти происшествия изнуряют его, и он уже почти сдаётся, но всё же продолжает идти ради друга.
На закате Мелос прибывает в город, как раз вовремя, чтобы спасти Селинунта. Он извиняется перед другом за опоздание, а друг в свою очередь приносит свои извинения за то, что сомневался в Мелосе. В конечном счёте Дионис решает отпустить Мелоса.

## Влияние

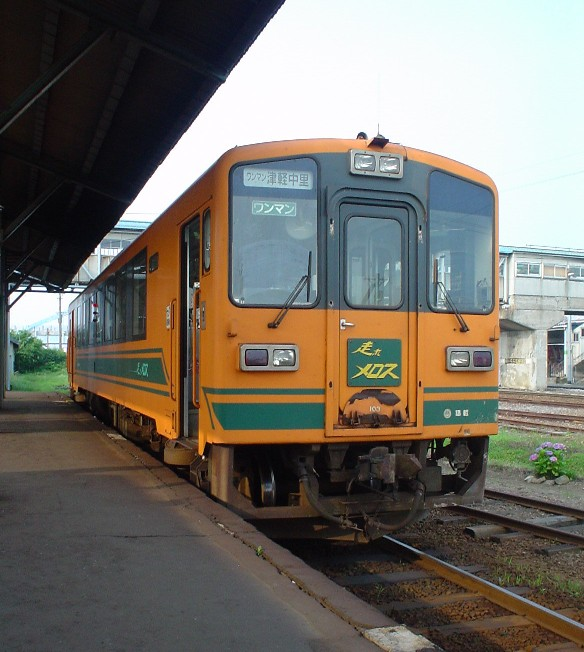
Автомотриса Hashire Merosu 21 серии

- В родном городе Дадзая, Канаги (ныне Госёгавара, Аомори), есть дизельный поезд, названный «Hashire Merosu», который принадлежит компании Tsugaru Railway.
- «Melos no Yō ni ~Lonely Way~», песня, играющая в опенинге аниме сериала Blue Comet SPT Layzner, ссылается к истории в строке «Hashire, Melos no yō ni» (Беги, как Мелос), которая появляется в припеве.
- Песня AKB48 «Melos no Michi» (Melos’s Road) ссылается на сюжет новеллы в тексте песни.
- Песня Каисивы Дайсуке «Write Once, Run Melos» — программная музыка, основанная на сюжете этой истории.
- Песня группы Wednesday Campanella «Melos».
- Сюжет манги и аниме Hanada Shounen-Shi под названием «Беги, Мэрон!», где герой тоже спешит, чтобы исполнить обещание и спасти друга.

## Экранизации
- Akai tori no kokoro: Nihon meisaku douwa shirīzu Hashire Merosu (аниме, TV Asahi 1979)
- Hashire Melos (аниме, Fuji TV 1981)
- Hashire Melos! (полнометражный аниме фильм, 1992)
- Aoi Bungaku серии 9-10 (аниме, 2009)
- Bungo and Alchemist серия 1 (аниме, 2020)